# Север II
Флавије Валерије Север (умро септембра 307. године) био је римски император.
Флавије Валерије Север је рођен у Наисусу, данашњем Нишу, или ближој околини. Био војник из неке од балканских провинција пре него што је његов пријатељ Галерије затражио да га Максимијан именује за цезара, у ствари савладара западног дела Римског царства. Тако је он од 305. године био млађи савладар Констанција Хлора на Западу.
Када је Констанције Хлор умро 306. године, Флавија Валерија Севера је сам Галерије именовао за августа на Западу. Када је Максенције, син бившег цара Максимијана, подигао устанак у Риму, Галерије је послао Флавија Валерија Севера да угуши ову побуну. Али, Флавијев напад на Рим није успео и он се морао повући у Равену. Максимијан је убрзо уверио Флавија Валерија Севера да абдицира и да се преда. 
Када је сам Галерије напао Италију 307. да заустави узурпатора Максенција и његовог оца, Максенције је заробио Флавија Валерија Севера недалеко од Рима и касније га натерао да изврши самоубиство.

## Биографија
Након што су се Диоклецијан и Максимијан одрекли власти, за августе су били изабрани Галерије и Констанције Хлор. Да би се одржала схема Царства, постало је неоходно да се именују нови цезари. Право именовања допуштено је Галерију, који је изабрао сопствене две креатуре, посвећене, како је он веровао, његовим интересима, Максимина Дазу и Севера. Овог последњег, непознатог илирског пустолова, о коме се ништа није знало осим да је раскалашнан, али веран присталица свог патрона, Херкулије је 1. маја 305. у Милану лично обдарио инсигнијама новог достојанства. Добио је власт над Италијом, вероватно Африком и Горњом Панонијом. Али чим је стигла вест да је Констанције Хлор умро у Јорку јула 306, Галерије је одмах прогласио Севера за августа. Ускоро му је наложено да смири немире које је побудила Максенцијева узурпација. Појединости о овом катастрофалном походу, Северовом напредовању до престонице, дезертерства његових војника, његовом исхитреном повлачењу и предаји Херкулију у Равени под најсвечанијим обећањима да ће бити под великом протекцијом изнесене су у чланку о Максимијану. Међутим, укрос свим обећањима које је дао победник, савладани владар је као ратни заробљеник спроведен у непосредну близину и задржан у заробљеништву у месту Три гостионице (лат. Tres Tavernae) на Апијевом друму, где је, када је обавештен да може да бира како ће да сконча живот, пресекао себи вене. Сахрањен је у Галијеновој гробници 307.